# Херут
Херу́т (івр. חֵרוּת, «свобода») — ізраїльський політичний рух, заснований у червні 1948 року членами «Ецела» з метою перетворення останнього з підпільної бойової організації на парламентську партію, що й відбулось у жовтні 1948 року.

## Історія
Засновником і першим лідером партії був Менахем Бегін; серед засновників «Херута» також були доктор Йоханан Бадер, Еліяху Мерідор, Естер Разіель-Наор, Яків Мерідор, Еліяху Ланкін, Хаїм Ландау.
На виборах до Кнесету 1-го скликання, що відбулись 25 січня 1949 року, рух «Херут» здобув 11,5 % голосів (14 мандатів). Напередодні виборів до Кнесету 1965 року на базі «Херуту» й Ліберальної партії було створено блок «ГАХАЛ», що здобув на виборах 26 мандатів. 1973 року на базі «ГАХАЛу» та кількох дрібніших партій, була утворена партія «Лікуд». 1977 колишній голова «Іргуну» Менахем Бегін став прем'єр-міністром Ізраїлю в результаті перемоги партії «Лікуд» на виборах.

## Новий Херут
Новий Херут (також Херут — Національний Рух) був створений 1999 року як наступник «Херуту» історичного. Необхідність відродження партії виникла, коли уряд Ізраїлю запровадив у життя угоду щодо Хеврону й погодився передати частину території Юдеї і Самарії палестинській адміністрації. Депутати Кнесету Бені Бегін (син Менахема Бегіна), Міхаель Кляйнер і Давид Реем вийшли з «Лікуду» й заснували національний єврейський рух — політичний інструмент продовження боротьби за Країну Ізраїлю. Такі авторитетні постаті, як екс-прем'єр країни Іцхак Шамір, відомий політик, публіцист і письменник Шмуель Кац підтримали використання історичної назви новим рухом.
Після невдачі на виборах Бені Бегін тимчасово залишив політику, а рух очолив Міхаель Кляйнер. «Новий Херут» скористався підтримкою пов'язаного з «Лікудом» молодіжного руху «Бейтар» та брав участь у сесії Світового єврейського конгресу. На наступних виборах 2003 року Кляйнер об'єднався з Барухом Марзелем, але його партія не змогла подолати 2%-ий бар'єр та не ввійшла до Кнесету (здобула 36 000 голосів за 47 000 мінімальних). На виборах 2006 року «Херут» знову не зміг здолати бар'єр. Також і Барух Марзель, цього разу на чолі «Єврейського національного фронту», не здолав бар'єр. Незадовго до виборів 2009 року Кляйнер слідом за Бені Бегіном повернувся до «Лікуду», але, на відміну від останнього, депутатом не став.
До виборів 2009 року Барух Марзель вирішив очолити створену рабином Шаломом Вольпо партію «Ерец Ісраель Шелану», таким чином, після останньої невдачі на виборах 2006 партія більше не висувалась до Кнесету та припинила своє існування. Партія «Ерец Ісраель Шелану» увійшла до складу блоку «Іхуд Леумі», що здобув у Кнесеті 18-го скликання 4 місця, одне з яких зайняв її депутат Міхаель Бен-Арі. Сам Барух Марзель вирішив не обиратись до Кнесету.